# اوه
اوه یکی از برندهای متعلق به گروه محصولات بهداشت مو، بهداشت پوست، بهداشت بدن و همچنین مایعات ظرفشویی شرکت تولیدی و شیمیایی گلرنگ می‌باشد که از سال ۱۳۷۸ محصولات خود را وارد بازار ایران نمود. تولیدات این شرکت اعم از انواع شامپو سر، شامپو بدن و شامپو بچه و همچنین انواع شوینده‌های دست، مایع ظرفشویی و مایع دستشویی می‌باشد.
اوه در ابتدا کار خود را با تولید شامپو بچه، مایع دستشویی و مایع ظرفشویی آغاز کرد و سپس سبد محصولات خود را کامل کرد. هم اینک سبد محصولات گلرنگ با برند اوه شامل انواع شامپوها، نرم‌کننده موی سر، انواع مایعات دستشویی، فوم دستشویی، انواع شامپو بدن و همچنین مایعات ظرفشویی است.

## مالکیت
این شرکت یکی از شرکت‌های زیر مجموعه گروه صنعتی پاکشو می‌باشد که در بخش خصوصی مشغول به فعالیت است. گروه صنعتی پاکشو در حال حاضر به عنوان یک شرکت پیشتاز و نوآور در صنعت شوینده ایران مطرح است و از آن می‌توان به عنوان یکی از بزرگ‌ترین و معتبرترین شرکت‌های بخش خصوصی ایران در زمینه مواد شوینده و بهداشتی نام برد.

## محصولات
محصولات شرکت اوه در چهار دسته بهداشت بدن، بهداشت مو، ظروف و بهداشت دست‌ها عرضه شده که هر یک از این دسته‌ها دارای محصولات متنوعی می‌باشد.

## جوایز
اوه در یازدهمین دوره جشنواره ملی قهرمانان صنعت ایران در لیست یک‌صد برند ارزشمند ایران در سال ۱۳۹۴ قرار گرفت.
این مراسم عصر روز شنبه ۲۶ دی ۱۳۹۴ با حضور برترین و موفق‌ترین شرکت‌های ایرانی در مرکز همایش‌های صدا و سیما برگزار شد.
جشنواره ملی قهرمانان صنعت ایران که به صورت سالانه و با هدف معرفی برترین و موفق‌ترین شرکت‌های داخلی برگزار می‌شود یکی از معتبرترین جوایز ملی در حوزه صنعت است.
اوه در جشنواره ملی برندهای برتر محبوب مصرف کنندگان در سال 1392 نیز تندیس زرین برند محبوب را کسب کرد.